# Opopaea sauteri
Opopaea sauteri är en spindelart som beskrevs av Brignoli 1974. Opopaea sauteri ingår i släktet Opopaea och familjen dansspindlar.
Artens utbredningsområde är Taiwan. Inga underarter finns listade i Catalogue of Life.